# ابراهیم میرزایی
ابراهیم میرزایی (زادهٔ مهر ماه ۱۳۱۸ در گرگان- ناپدید شده در سال ۱۳۶۴) نظامی، ورزشکار و مربی ایرانی بود. او قبل از انقلاب اسلامی ۱۳۵۷ و در زمان حکومت محمدرضا پهلوی عضو ارتش نیروی هوایی ایران بود. ابراهیم میرزایی بنیانگذار ورزش رزمی کونگ فو توآ است.

## زندگی
میرزایی به سالِ ۱۳۱۸ در گرگان متولّد شد. وی سال ۱۳۳۷ در ۱۸ سالگی از دبیرستان نظام فارغ‌التحصیل شد. سپس وارد ارتش نیروی هوایی ایران شد و از ۱۳۴۰ تا ۱۳۴۴ دانشکدهٔ افسری را در نیروی مخصوص کماندویی به اتمام رسانده است و از سال ۱۳۴۴ تا سال ۱۳۴۹ نزدیک به ۹ دورهٔ برون مرزی را گذراند. او در ورزش‌های رزمی تبحر داشت؛ میرزایی دارای دان هفت کاراته گوجوریو از ژاپن و دان چهار تکواندو بوده و مدتی نیز در چین به تمرین کونگ فو و ووشو پرداخته بود. وی در ابتدای دههٔ ۱۳۵۰ هنر رزمی کونگ‌فو توآ را برپایهٔ آموخته‌های خود از هنرهای رزمی و به خصوص کاراته گوجوریو ایجاد کرد. «کونگفو توآ» یک ورزش رزمی ایرانی است و ارتباط چندانی با کونگ فو چینی و ووشو ندارد و بیشتر برگرفته از کاراته گوجوریو است. او که یک افسر نیروی هوایی ارتش ایران بود، برای آموزش کونگ فو توآ دانشکدهٔ انشاء تن و روان را تأسیس کرد که بعدها به معبد تن و روان تغییر نام پیدا کرد. این دانشکده پس از مدتی فعالیت به دستور غلامرضا پهلوی رئیس وقت کمیته ملی المپیک به دلایل نامعلومی بسته شد.

## سیاست
میرزایی پس از انقلاب ۱۳۵۷ در دورهٔ اول انتخابات ریاست‌جمهوری ایران نامزد شد و به ارائهٔ برنامه پرداخت، ولی به‌دلیل عضویت در کادر ارتش رژیم پهلوی رد صلاحیت شد. ↵به‌گفتهٔ برخی منابع، از سال ۱۳۶۶ از کشور خارج شد و به ترکیه رفت و آموزش هنر رزمی او برای مدتی در ایران ممنوع شد.

## پیش از انقلاب ۵۷
او در دوران حکومت پهلوی، ده‌ها دوره آموزشی را از آمریکا تا اسراییل، اروپا و شرق آسیا گذراند و یک سلاح کمری هم از شاه پاداش گرفت. ابراهیم میرزایی پیش از انقلاب در تهران معبد ساخت تا سبک رزمی ابداعی‌اش را آموزش دهد. به گفته وی این ورزش ۷۳ هزار تکنیک دارد. آغاز شهرت چشمگیرش در کشور، سال ۱۳۵۳ بود و انتشار گزارشی در مجله پرتیراژ دنیای ورزش با تیتر «اینجا معبد کونگ فو ایران است». 

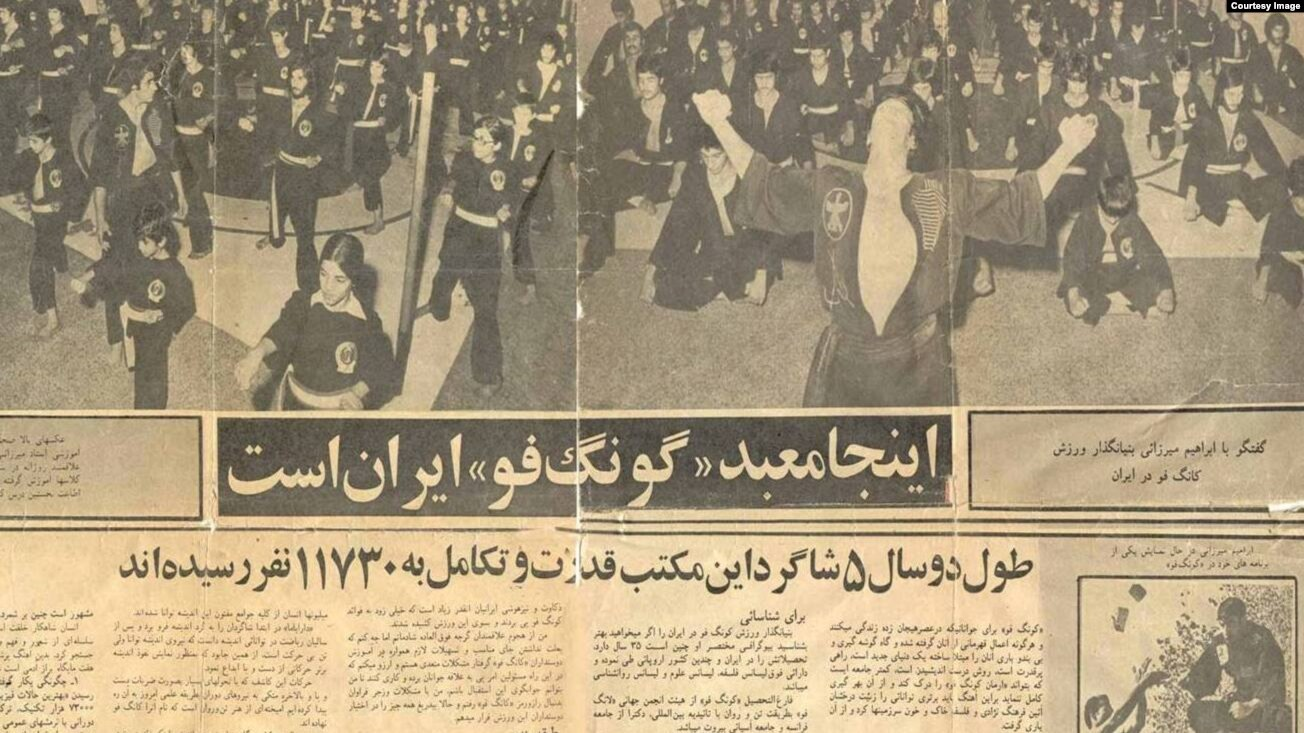
معبد پروفسور ابراهیم میرزایی - مجله دنیای ورزش - ۱۳۵۳

 نویسنده از این سبک رزمی به عنوان دنیایی جدید برای جوانانی یاد می‌کند که فرصت اعمال هرگونه حرکت قهرمانانه از آنان سلب شده. میرزایی در متن گزارش به عنوان فردی معرفی شد که «در چندین کشور اروپایی تحصیل کرده و چندین مدرک عالیه گرفته، متواضع است و سخنان حکیمانه می‌گوید.»

پیش از انقلاب «دانشکده انشای تن و روان» را تأسیس کرد که در دوران پهلوی تعطیل شد. «سال ۱۳۵۶ شاهپور غلامرضا دانشکده انشای تن و روان و باشگاه‌هایش را تعطیل کرد. فدراسیون کونگ فو می‌نویسد برخی فرماندهان فعلی سپاه پاسداران، همان شاگردان باشگاه‌های تعطیل شده هستند. به نوشته برخی از رسانه‌های اول انقلاب، فردای پیروزی انقلاب اسلامی به اتفاق برخی شاگردانش ضمن تصرف پادگان باغشاه، مسلح شده و به سازمان مرکزی تاج حمله می‌کند. علی جباری از بهترین بازیکنان تاریخ فوتبال ایران در این باره به خبرآنلاین گفته: «میرزایی با دار و دسته‌اش ریختند باشگاه. جام‌هایی که در موزه داشتیم را بردند. با تفنگ روی دیوار نشسته و نمی‌گذاشتند کسی نزدیک شود.» بازیکنان نزد شاه حسینی، رئیس ورزش در دولت موقت، می‌روند و خواستار ملاقات با نخست‌وزیر می‌شوند. اما زور دولت به کمیته‌ها نمی‌رسد. حسین فکری معاون سازمان می‌گوید: «میرزایی دستور از کمیته دارد و ما نمی‌توانیم روی حرف کمیته حرف بزنیم.» بازیکنان می‌گویند: «ما قرارداد داریم و اینجا خانه ماست. اما میرزایی گفته همگی باید شهریه بدهیم تا کارت عضویت بگیریم، وگرنه از ورودمان به باشگاه جلوگیری خواهد کرد!» روزنامه آیندگان ضمن تأیید اعتراض بازیکنان می‌نویسد: «سرگرد میرزایی سال‌ها از بروس لی زدگی نوجوانان سود برد. اینجا و آنجا دکه باز کرد و حالا با گردن کلفتی و تکیه به کمیته انقلاب، باشگاه تاج را محل تعلیم تیراندازی و پرورش چریک کرده.» به نوشته آیندگان، سرانجام با تغییر نام باشگاه تاج به استقلال، میرزایی ناگزیر می‌شود آنجا را که اموالش غارت شده و خسارات فراوانی خورده است، تحویل دهد تا پس از مدتی کوتاه، برای انتخابات ریاست جمهوری ثبت نام کند! 

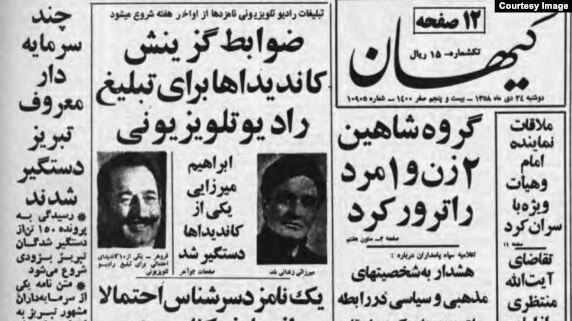
روزنامه کیهان - میرزایی

بیست و سوم دی ۱۳۵۸ روزنامه کیهان در صفحه اولش نوشت: «یکی از کاندیداهای ریاست جمهوری امروز به اتهام همکاری با رژیم منحط پهلوی و ساواک زندانی خواهد شد.» همین روزنامه فردا در صفحه اولش با انتشار عکس میرزایی، خبر از دستگیری او داد. در توضیح خبر به نقل از دادگاه انقلاب، مجروح شدن میرزایی در جریان دستگیری تأیید شده. شش روز بعد جمعی از هواداران میرزایی به نشانه اعتراض در محوطه روزنامه کیهان به اجرای حرکات رزمی پرداختند! کیهان ضمن درج اظهارات‌شان، بیانیه میرزایی را هم منتشر کرد: «آقای خویینی، ملت ایران به رئیس‌جمهور عروسکی و کاغذی یا از پیش تعیین شده احتیاج ندارد. بگذارید همه حق زیستن و اندیشیدن داشته باشند.»

## پس از انقلاب ۵۷
او تا پنج ماه بعد از اولین انتخابات در زندان بود و بدون بازجویی آزاد شد. پس از وقایع خرداد۶۰ ورزش کونگ‌فو در ایران ممنوع شد اما او مخفیانه تعلیم می‌داد. سال ۶۳ مجدداً دستگیرش کردند و شش ماه زندانی بود.
پس از آزادی به گرگان می‌رود و دو سال چوپانی می‌کند؛ زیرا چوپانی را از مشاغل انبیا دانسته و حضرت موسی را مثال می‌زد. سال ۶۶ بیمارستان «انرژی و روان‌پزشکی درد و درمان بیماری‌های نادرمان» در ملارد را تأسیس می‌کند که به سرعت تعطیلش می‌کنند. میرزایی پس از آن از راه کوهستان به ترکیه رفته، مدتی در آلمان بوده و ظاهراً درگذشته. اما فیلم‌های نسبتاً جدیدی در یوتیوب با صدای میرزایی منتشر شده.
او با حوصله‌ای شگفت‌انگیز، در تمام برنامه‌های شبکه‌های لس آنجلسی روی خط آمده، ساعت‌ها صحبت کرده و تمام این فیلم‌ها را هم در یوتیوب گذاشته. از برنامه ضیا آتابای گرفته تا شهرام همایون، علیرضا نوری‌زاده و حتی کامران اتابکی که پیش از انتخابات ۸۸ سوژه شبکه‌های اجتماعی بود. جالب اینکه اتابکی برخلاف رویه‌اش صدای میرزایی را قطع نکرده و دقایقی طولانی به او فرصت سخنرانی می‌دهد. میرزایی تا همین اواخر و انتخابات ۱۳۹۲ ریاست جمهوری نیز سعی می‌کرد صدایش را به ایران برساند. با این ادعا که در دانشکده مریلند دو دکترا در فلسفه و فیزیک گرفته و در «فیزیولوژی انرژی انسان در ابعاد روان» هم پروفسور شده. یکی از شبکه‌های خبرساز در آن روزها، کانال رنگارنگ بود که فردی به نام داور اجرای برنامه‌هایش را به عهده داشت. مشخصه اصلی داور، به‌کارگیری عبارات رکیک بود. میرزایی در این برنامه هم روی خط می‌آید و دربارهٔ «منجی خلق ایران، ابراهیم میرزایی» صحبت می‌کند. صفحه فیسبوک، کانال تلگرام و اکانت یوتیوب منتسب به او همچنان فعالند اما بدون رونق. پیروانش در تلگرام کمتر از ۲۱۳۰ نفر هستند. او اتهام ثروت‌اندوزی را رد کرده و در فایل صوتی ۹ ساعته‌ای که در یوتوب قرار دارد، می‌گوید: «شما یادتان است هیچ پولی نداشتم. [تإیید حضار]... حتی پول ماشین کاماروی من را هرمز ثابتی داد و ۴۳۰ هزار تومان به او بدهکارم. همان مهندس ثابتی که خیلی پاک است و بدنش هرگز روی یک زن باز نشده.» رشته کونگ فو توآ که بنیانگزارش میرزایی است، مدارجی دارد که عبارت است از راهدان، راهبان، جهانبان و راهبر. البته عنوان راهبر فقط به خود میرزایی اختصاص یافته. به نوشته برخی سایت‌ها، آخرین دعوی میرزایی، ظهور است و عنوان حضرت صاحب‌الامر. خودش یا پیروانش در کانال تلگرام «آوای امر» مدعی شده‌اند شش تن از اعضایشان که نام‌شان هم آمده، فروردین ۹۳ با حمله مأموران وزارت اطلاعات در شهریار، پس از ضرب و شتم بازداشت شده‌اند.